# Dominic Purcell

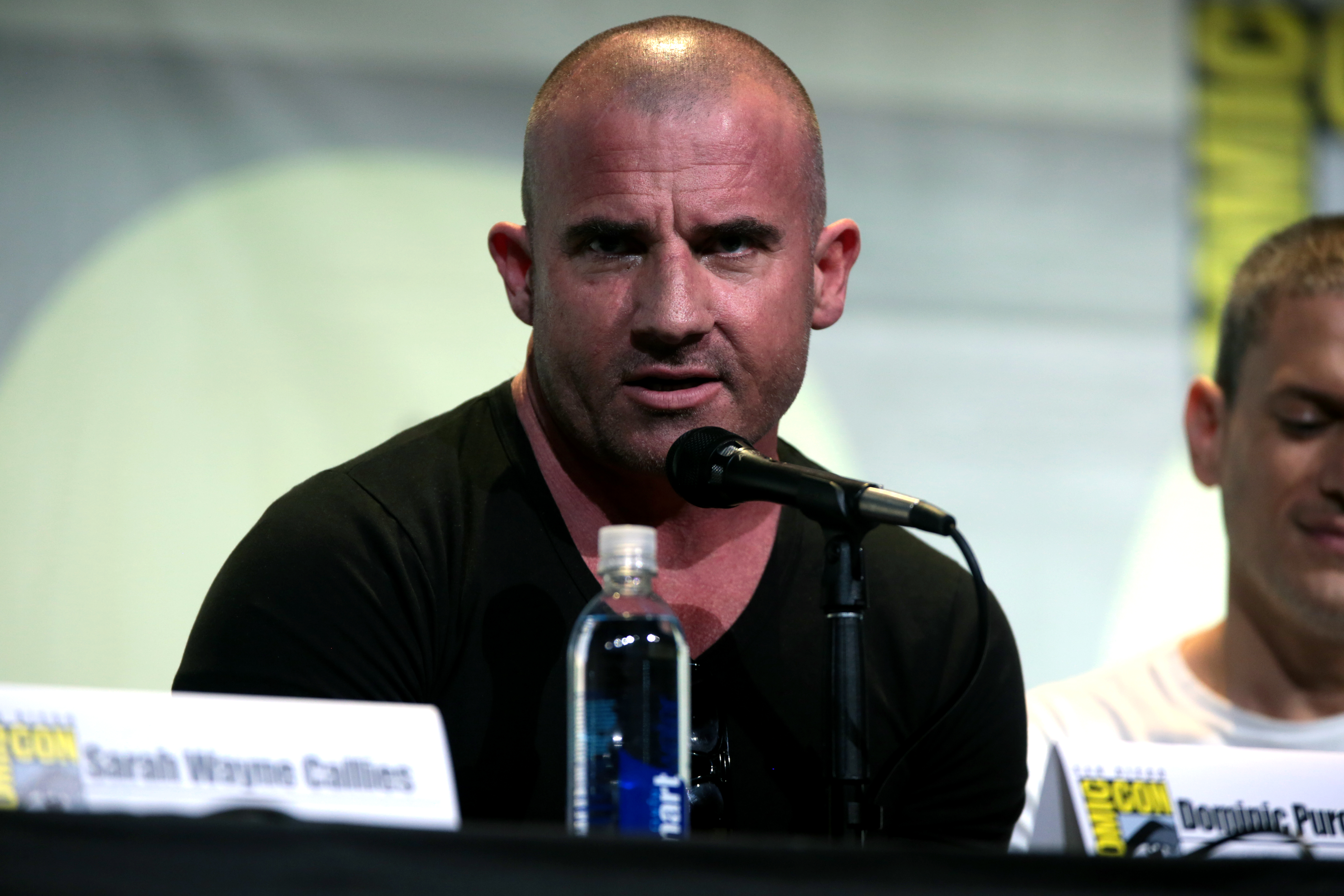
Dominic Purcell.

Dominic Haakon Myrtvedt Purcell född 17 februari 1970 i Wallasey utanför Liverpool i Storbritannien, är en brittiskfödd australisk skådespelare.
Han föddes i Storbritannien, men hans far är norrman och mor är från Irland. 1972 flyttade familjen till Australien. 
Dominic Purcell har fyra barn, Joseph (född 1999), Audrey (född 2001) och tvillingarna Lily och Augustus (födda 2003), tillsammans med sin ex-fru Rebecca.

## Karriär
År 2002 debuterade Purcell som huvudperson i den amerikanska TV-serien John Doe, men hans stjärnstatus höjdes när han fick rollen som Drake i filmen Blade: Trinity (2004). Dominic Purcell spelar Lincoln Burrows i TV-serien Prison Break (2005–).

## Filmografi (urval)
- 1997–1998 – Raw FM (TV-serie) (13 avsnitt)
- 1998 – Water Rats (TV-serie) (två avsnitt)
- 1999 – Heartbreak High (TV-serie) (tre avsnitt)
- 2000 – Mission: Impossible II
- 2001 – The Lost World (TV-serie) (ett avsnitt)
- 2001 – BeastMaster (TV-serie) (fem avsnitt)
- 2002 – Cubic
- 2002–2003 – John Doe (TV-serie) (22 avsnitt)
- 2003 – Visitors
- 2004 – Blade: Trinity
- 2004 – House (TV-serie) (ett avsnitt)
- 2005 – North Shore (TV-serie) (fem avsnitt)
- 2005 – The Gravedancers
- 2005–2009 – Prison Break (TV-serie) (81 avsnitt)
- 2007 – Primeval
- 2007 – Level Seven
- 2007 – Town Creek
- 2011 – Straw Dogs
- 2011 – Killer Elite
- 2013 – Officer Down
- 2013 – Assault on Wall Street
- 2013 – Vikingdom
- 2013 – Ice Soldiers
- 2014 – The Bag Man
- 2015 – The Flash
- 2016 – Legends of Tomorrow

- 2017- Prison Break

## Kuriosa
- Han var klasskamrat med Hugh Jackman på Western Australia Academy of Performing Arts.[källa behövs]
- Genomförde ensam alla stunts i svärdscenen mot Blade i Blade: Trinity.[källa behövs]
- Den 29 december 2007 blev Purcell och hans bror Damien stoppade av en kvinna med en kvävandes bebis och räddade livet på denne genom att utföra hjärt- och lungräddning.[källa behövs]